# Iliá Guíntsburg
Iliá Yákovlevich Guíntsburg (en ruso: Илья́ Я́ковлевич Ги́нцбург; Grodno, 27 de mayo de 1859 - Leningrado, 31 de enero de 1939) fue un escultor ruso, profesor de talleres de arte (1918)

## Biografía
La infancia de Ilyá Guinzburg pasó en Vilna, donde llamó la atención del escultor Mark Antokolski.  A partir de 1870 estudió en el taller de Antokolski en San Petersburgo, lo acompañó en un viaje a Italia. A su regreso ingresó en la escuela de verdad, entonces (1878) - al departamento de escultura de la Academia Imperial de las Artes de San Petersburgo, donde estudió junto con A. R. von Bock, Nikolai Laveretski e Ivan Podozerov. En el 1886, por su obra Lamentaciones del profeta sobre las ruinas de Jerusalén, fue galardonado con una medalla de oro y el título de artista de talla de 1 grado. Desde 1918 fue profesor-director del taller de escultura de los Grandes Estudios arte libre de Petrogrado. Entre 1921 y 1923 fue decano de la facultad de escultura de Arte Superior y Estudios Técnicos.
Murió el 31 de enero de 1939 en Leningrado, y fue enterrado en la necrópolis de los artistas Alexander Nevsky de San Petersburgo.

## Obras

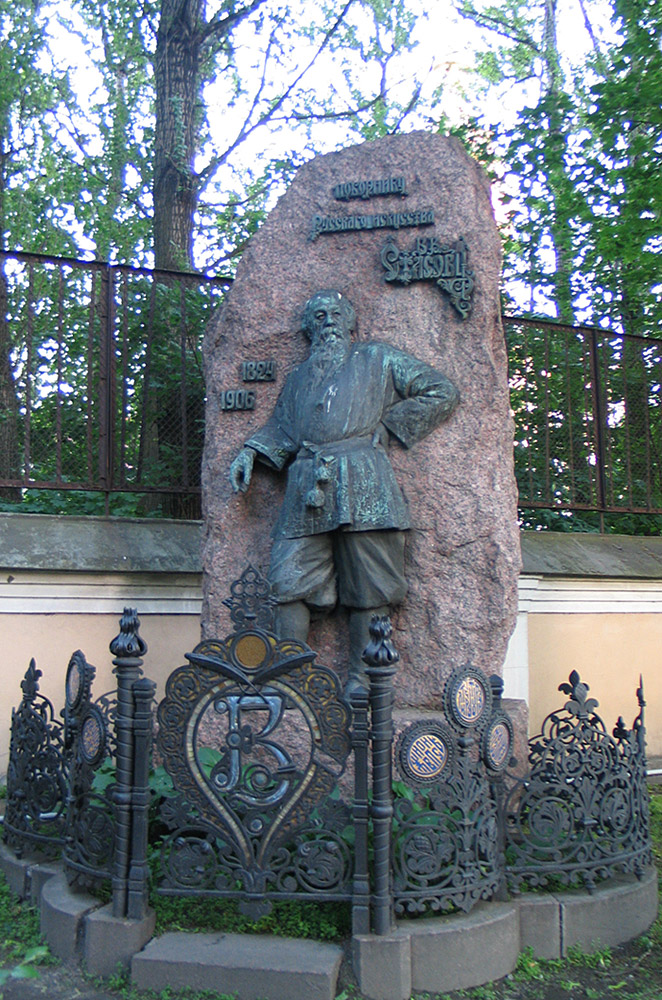
Tumba de Vladímir Stassov

- Creó un monumento a Nikolái Gógol (en el pueblo de Sorochintsy).
- Iván Aivazovski (en Feodosia).
- Aleksandr Pushkin en Dnipropetrovsk.
- lápidas al autor Vladimir Stassov en el Museo de Escultura de la Ciutat, San Petersburgo).

En la época soviética, se vio involucrado en la implementación del plan de propaganda monumental, la creación de monumentos en Leningrado de Plejánov (frente al Instituto de Tecnología, en colaboración con Kharlamov) y Dmitri Mendeléiev. 
Guinzburg es conocido como maestro de pequeñas figuras (Iván Shishkin, Vasili Vereshchaguin, Iliá Repin, Vasili Súrikov, León Tolstói, Dmitri Mendeléyev, y de otros).

## Galería

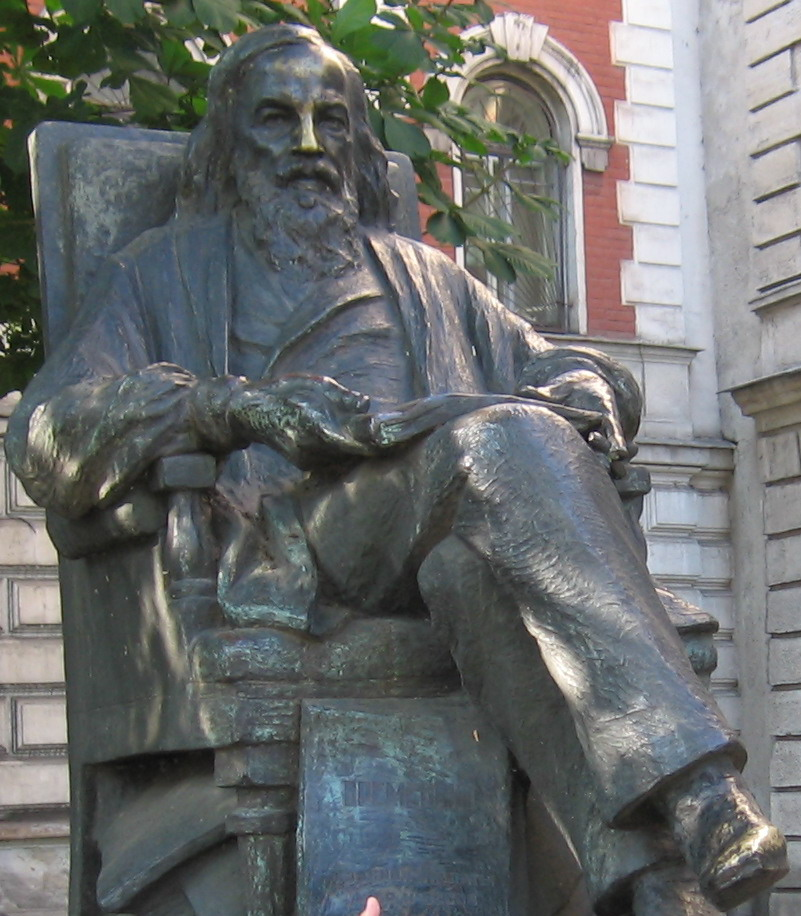
Monumento a Dmitri Mendeléiev en San Petersburgo
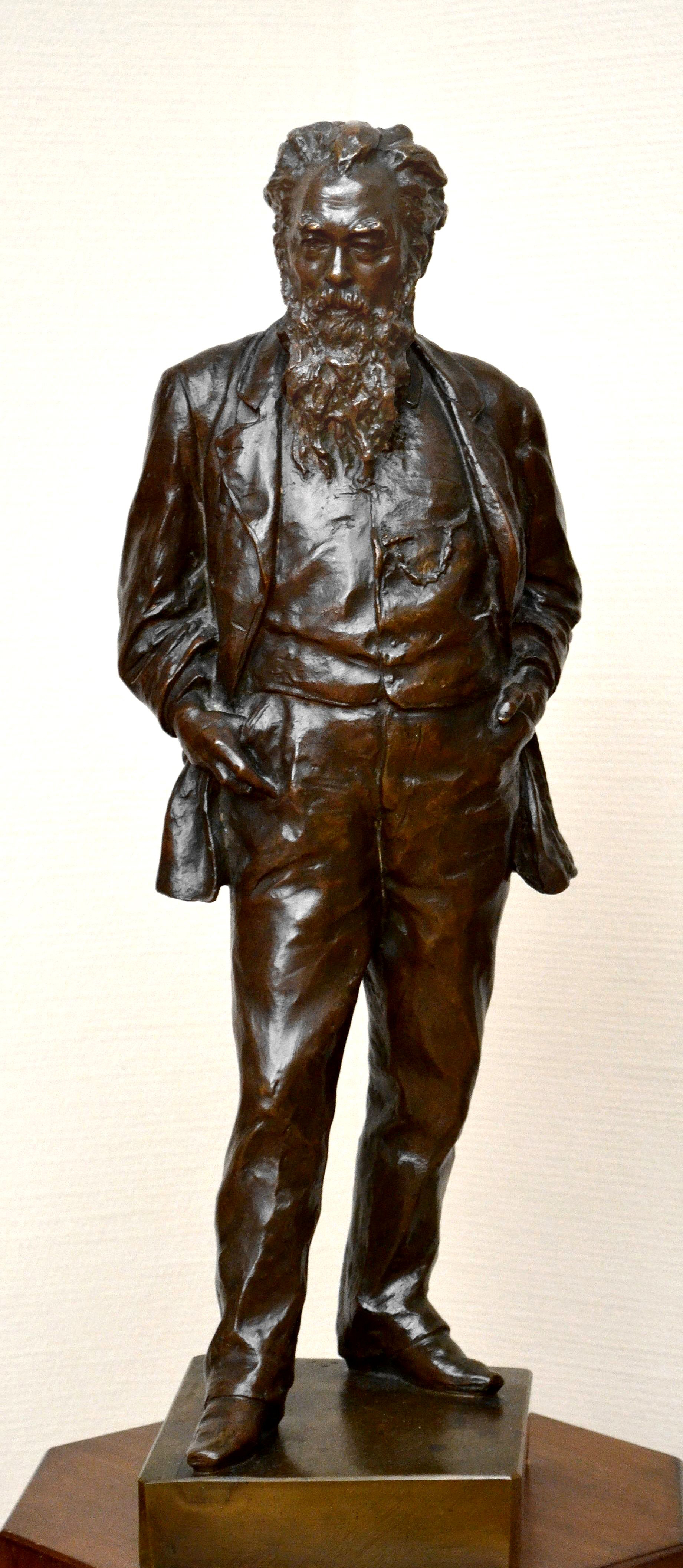
Retrato de Ivan Shishkin
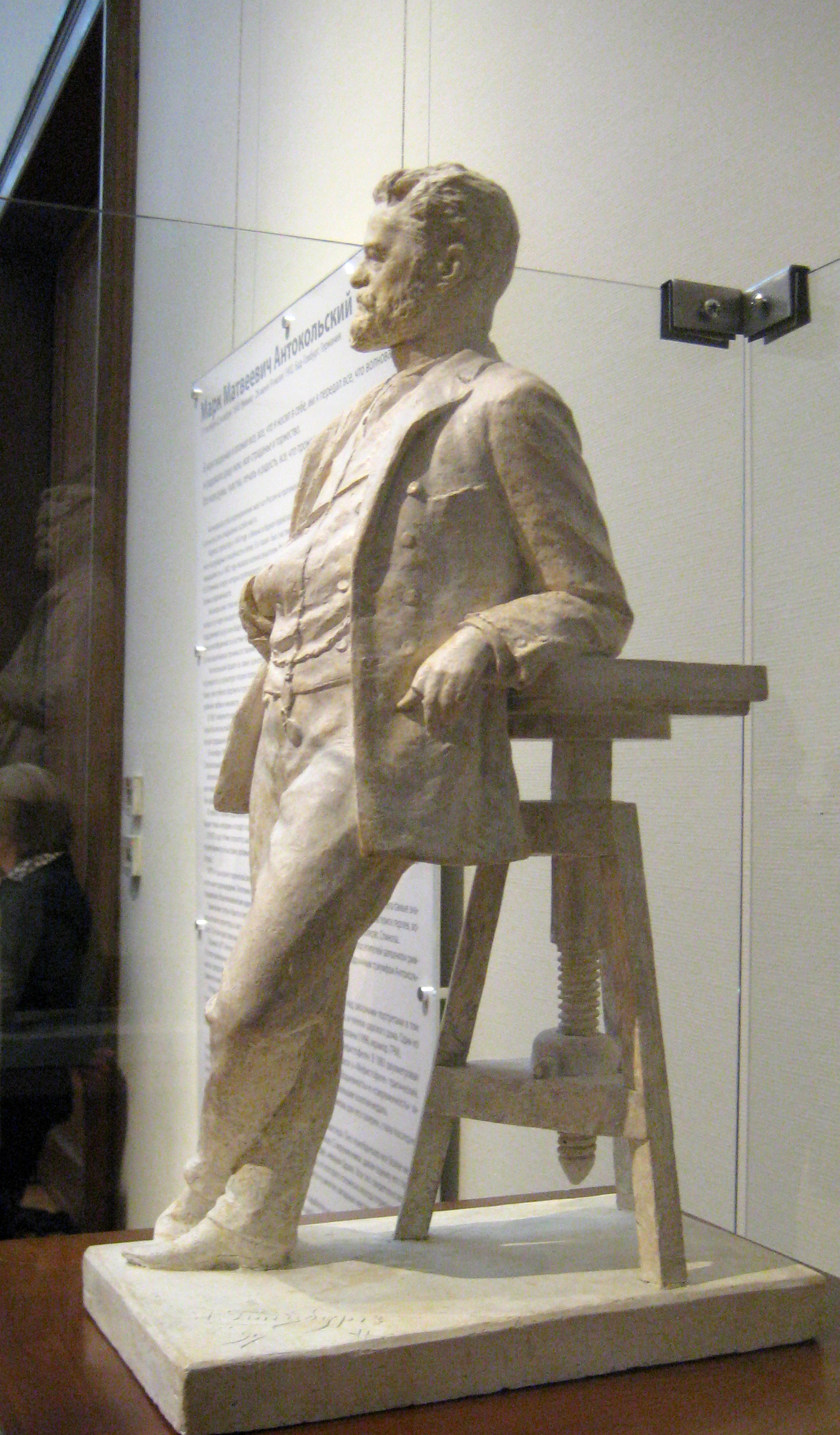
Retrato de Mark Antokolski
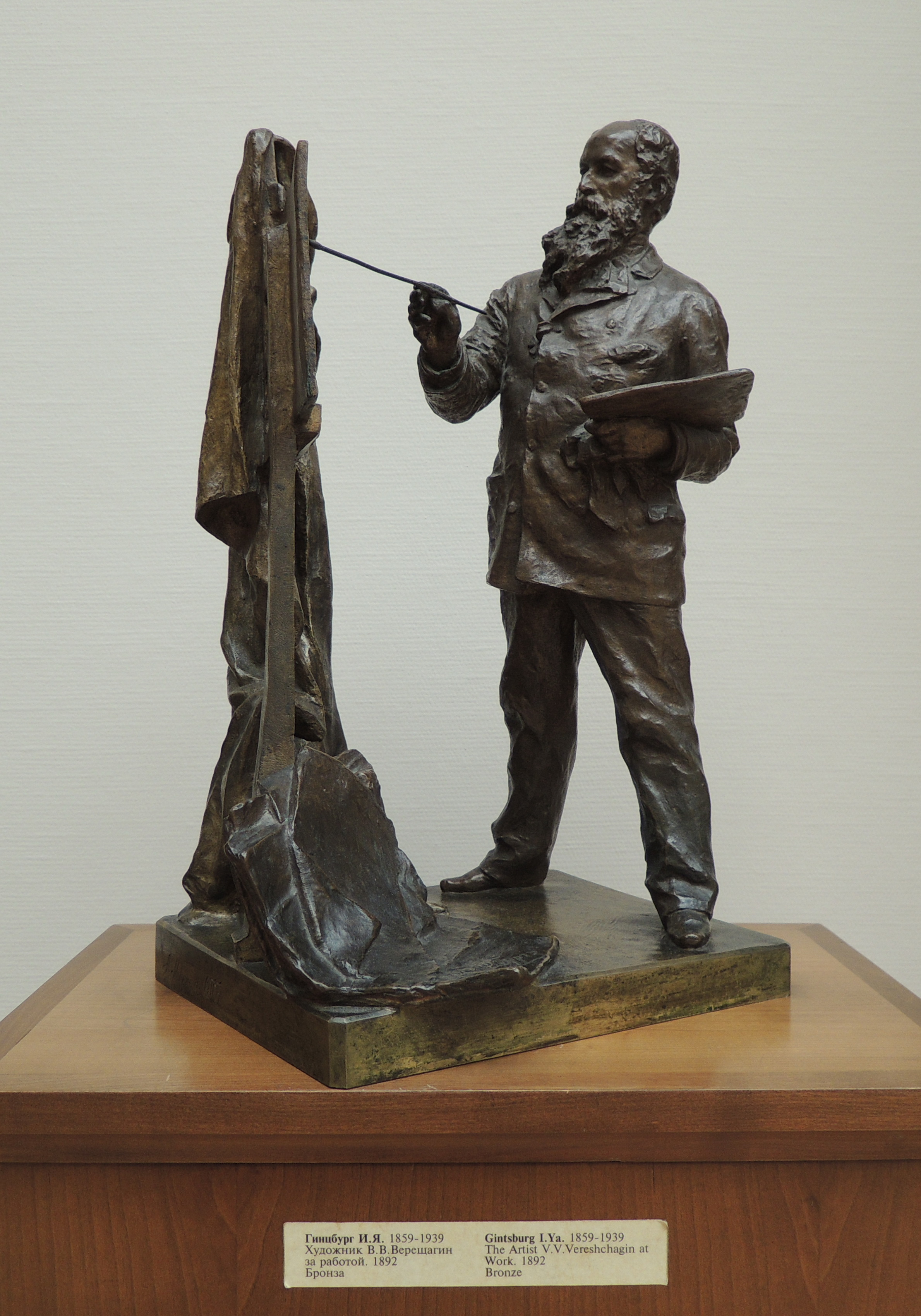
Retrato de Vereschagin
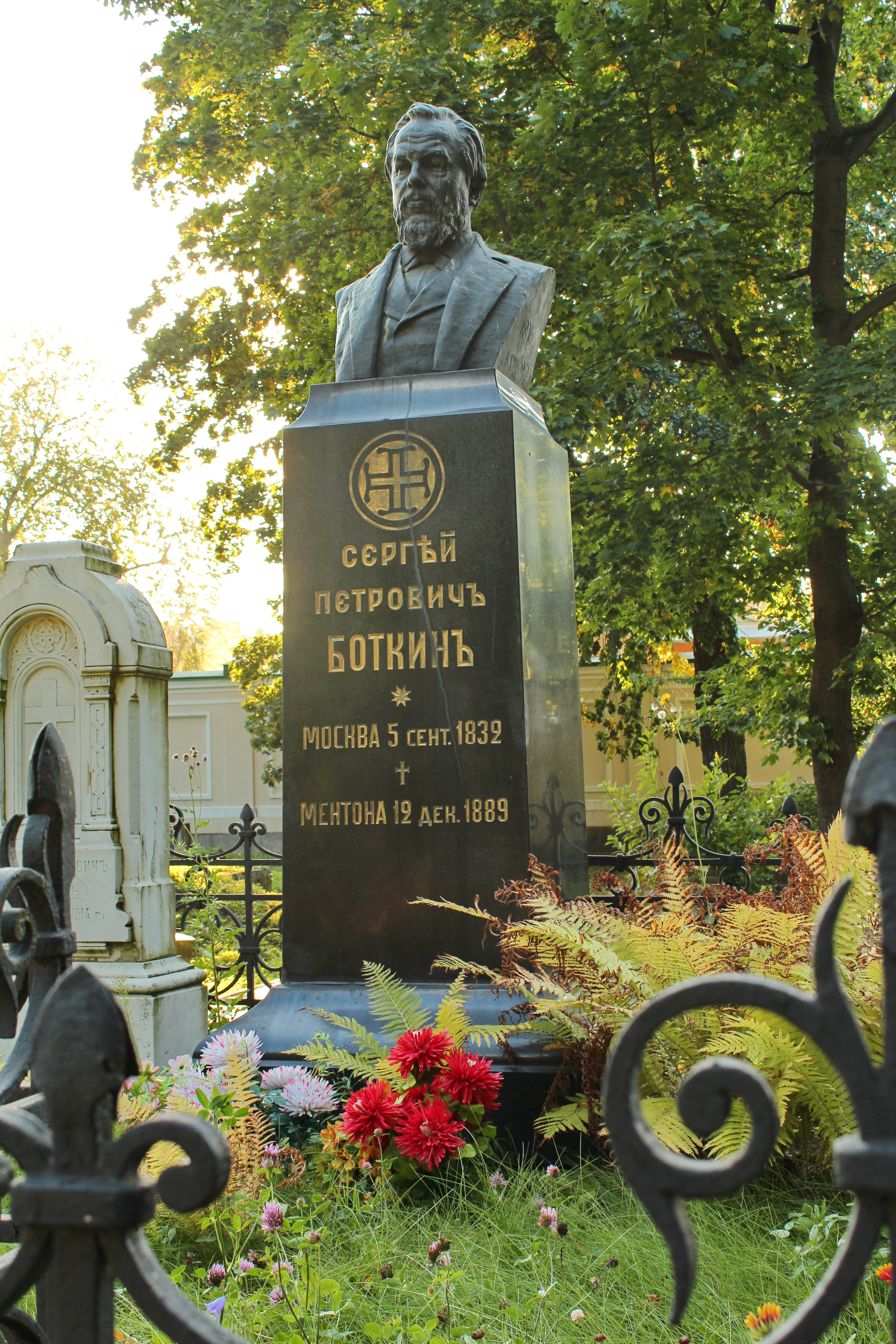
Tumba de Serguei Botkin en San Petersburgo